# Edelényi Szabó Dénes
Edelényi Szabó Dénes (Pápa, 1881. július 18. – Budapest, 1931. október 31.) statisztikus, a KSH könyvtárának igazgatója

## Életútja
Református családból származott. A fiumei állami főgimnáziumban érettségizett 1898-ban. Felsőfokú tanulmányait a Budapesti Királyi Magyar Tudományegyetem Jog- és Államtudományi Karán folytatta, itt szerzett doktorátust 1907-ben.
1902 januárjában kezdte meg szolgálatát a Központi Statisztikai Hivatalban. 1912-ben miniszteri fogalmazóvá, 1917-ben miniszteri segédtitkárrá, 1919-ben miniszteri titkárrá, 1921 augusztusában miniszteri osztálytanácsossá nevezték ki. 1913-tól szolgált a KSH könyvtárában, amelyet 1914-től vezetett.
A csépi családi sírkertben temették el. Hagyatékát az Országos Széchényi Könyvtár Kézirattára őrzi.

## Munkássága
Pályafutása elején áruforgalmi, majd oktatásstatisztikával foglalkozott. Kutatóként főleg a történeti statisztika iránt érdeklődött. Két jelentősebb, éveken át készített tanulmányában Komárom vármegye vallási és nemzetiségi adatait dolgozta fel 1526-tal kezdődően, illetve Magyarország alkotórészeinek és törvényhatóságainak területi változásait elemezte.

## Társasági tagságai
1928-ban a Magyar Statisztikai Társaság tagja lett.

## Főbb művei
- Komárom megye felekezeti és nemzetiségi viszonyai a mohácsi vésztől napjainkig. I–II. Magyar Statisztikai Szemle, 1927. 2. sz. 169–202. o., 3. sz. 294–322. o.
- Magyarország közjogi alkatrészeinek és törvényhatóságainak területváltozásai. Magyar Statisztikai Szemle, 1928. 6. sz. 648–714. o.